# Lyprauta miriamae
Lyprauta miriamae är en tvåvingeart som först beskrevs av Shaw 1941.  Lyprauta miriamae ingår i släktet Lyprauta och familjen platthornsmyggor.
Artens utbredningsområde är North Carolina. Inga underarter finns listade i Catalogue of Life.